# Pere Amill
Pere Amill (segle XV - segle XVI) fou un orguener tarragoní.
Pertany a una família d'orgueners de Tarragona formada per ell mateix i el seu germà Gabriel Amill.
Pere va ser beneficiat de la Catedral de Tarragona i va construir un orgue, per aquesta mateixa catedral, entre els anys 1482 i 1484. També va col·laborar al seu germà Gabriel en la construcció de l'orgue de l'església de Valls el 1502.